# 신혼여행 니코틴 살인사건
신혼여행 니코틴 살인사건은 20대 초반의 대한민국 남성이 아직 만으로 10대 후반인 아내를 보험금을 노리고 일본 오사카로 떠난 신혼여행에서 니코틴을 주사해 죽인 살인 사건이다.

## 사건 경위
스물하나, 열아홉의 어린 나이에 부부가 된 두 사람은 일본 오사카로 신혼여행을 떠났다. 그러나 신혼여행 첫날, 화장실에서 아내가 의식을 잃고 쓰러졌다. 남편은 친정 식구들이 아내를 향해 폭행, 폭언, 갈취 등을 했고 결국 신혼 첫날 술을 과하게 마시고 극단적인 선택을 했다고 주장했다.
형사들은 현장 기록을 분석한 결과,  화장실 바닥에는 적하 혈흔이 있었고, 전자담배와 의문의 녹색통을 발견했다. 아내는 급성 뇌종양으로 사망한 것으로 밝혀졌으며 이에 권 교수는 "뇌세포 주위와 뇌혈관 주위 세포에 수분이 비정상적으로 늘어나는 뇌부종"이라고 설명했다.
또한 죽은 아내에게서 세 군데의 주사 흔적이 발견됐다. 사인은 니코틴이 혈관 내 대량 투여된, 급성 니코틴 중독이었다. 녹색병이 바로 니코틴 원액이었던 것이었다. 아내가 술을 마셨다고 했지만, 알코올이 혈액에서 검출되지 않고 위에서만 검출됐다.

## 관련 기사
임병안, 신혼여행 아내 니코틴 살해한 남편, 대법원서 무기징역 확정, 2019.10.17, 중도일보

## 법률 지식
최근 결혼 문화가 변하면서 국내에서도 혼인신고를 하지 않고 동거하는 사실혼 부부가 늘어나고 있다. 결혼식을 하지 않고 동거하는 커플이나 경제적 이유로 이혼을 했지만 동거하는 부부, 결혼식은 올렸지만 혼인신고는 하지 않고 동거하는 부부 등 다양한 종류의 사실혼을 주변에서 심심치 않게 볼 수 있다.

사실혼이 늘어나면서 각종 분쟁도 증가하고 있다. 과거에는 사실혼을 전혀 인정해주지 않았지만 최근에는 사회 여러 부문에서 점차 사실혼에 법률혼과 비슷한 효력을 적용하는 추세다. 일례로 국민연금법과 모자보건법 등에서는 동일한 효력을 적용하지만 각종 사회보장, 상속 등과 관련해서는 여전히 사실혼을 인정하고 있지 않다.

보험사에도 사실혼과 관련한 보험금 문의가 끊이지 않는다고 한다. 하지만 보험금 문제에서도 사실혼은 아직까지 인정받지 못한다. 현행 보험업법에서는 수익자가 법적상속인일 경우에 사실혼을 수익자로 인정하지 않고, 법률혼에 한정해서만 보험금을 지급한다.

만일 아내 A씨는 남편 B와 결혼식을 올렸지만 혼인신고는 하지 않은 경우, 그러나 남편 B의 사망보험금 수익자가 법적 상속인으로 되어 있다면 혼인신고를 하지 않았기 때문에 A는 상속을 받을 수 없다.

따라서 보험금은 죽은 남편의 부모님이 받아갔다. 장기간 동거를 하거나 결혼식을 해서 사실혼 관계가 인정된다 하더라도 혼인신고를 하지 않았다면 보험금을 받는 것은 불가능 하다는 의미다.

## 사건의 재구성
A씨는 2017년 4월 오사카로 떠난 신혼여행에서 아내가 우울증으로 스스로 목숨을 끊었다며 일본 경찰에 신고했다. 현장에선 니코틴 원액이 든 병과 주사기를 발견됐다. 한달 후 A씨는 신혼여행 직전 아내 명의로 가입한 사망보험금 1억 5000만원을 청구했다. 수상하게 여긴 보험회사는 경찰에 통보했다. 경찰은 압수수색에서 A씨의 일기장을 발견하였고. 이 안에는 동반자를 자살로 꾸며 살해한 후 보험금을 받아 10억원 이상의 재산을 축적하겠다는 내용이 있었다. 1심 재판부는 무기징역을 선고했다.
A씨 변호인은 "범행 당시 피고인 정신 상태가 정상적이지 않았다"며 정신감정을 신청했다. 재판부는 20일 항소심 공판에서 "정신감정 결과 아무 문제가 없다는 이신ㄴ을 받았다"고 밝혔다. "피고인이 현실성이 왜곡된 가치관을 갖고 있기는 하지만 심신장애로 볼 수 없다는 결과를 받았다는 것이다.날 공판에서 A씨는 니코틴을 주입해 달라는 아내 요구에 따라 아내 팔에 니코틴을 주입했다고 주장했다.  하지만 재판부는 "부검 결과 위에서는 니코틴이 검출됐다"며 피해자가 니코틴을 먹지 않았다면 어떻게 소화기관에서 니코틴이 검출 될 수 있느냐"고 따졌다.